# Grupo Dial
El Grupo Dial es el brazo radial del conglomerado de medios chileno Consorcio Periodístico de Chile (Copesa), propiedad del Grupo Saieh. 
Creado a mediados de 2006, a noviembre de 2020, controla dos emisoras: Radio Duna y Radio Paula. Anteriormente, fue propietario u operador de las radios Beethoven, Disney, Club, Cariño, La Perla del Dial, Zero y Carolina.

## Historia
En septiembre de 1995, el propietario de Copesa, Álvaro Saieh, adquiere la frecuencia 97.7 MHz de Santiago hasta entonces de Radio Viva S.A., propiedad del fallecido locutor Javier Miranda Munizaga para fundar Radio Zero un mes después, el 16 de octubre de ese año.
El grupo toma forma como tal en febrero de 2005, cuando Saieh adquiere Radio Duna a la pareja formada por el empresario Felipe Lamarca y Anita Holuigue Barros, quien asumió como directora general del grupo hasta octubre de 2017, y suma más tarde a la emisora juvenil Radio Carolina. En octubre de 2006 adquieren la emisora de música clásica Radio Beethoven, fundada en 1981.
Tras la adquisición del Grupo Radial Uros Domic Bezic (UDB), comprendido por Nina FM, Radio Metropolitana y Radio Sintonía, fueron lanzadas Cariño (durante 2007), La Perla del Dial (durante 2008), Club FM (durante 2007), Radio Paula (como una extensión de la revista propiedad también de Copesa, desde 2008 en reemplazo de Club) y Radio Disney Chile (desde 2008).
En octubre de 2016, Grupo Dial vendió Radio Carolina al grupo Bethia (propietarios de Mega). Al año siguiente vendió la frecuencia de Radio Paula a la Cámara Chilena de la Construcción, desde donde lanzaron Pauta FM. Radio Paula continuó de manera en línea.
En 2019, y después de 29 años, Radio Beethoven cerró sus transmisiones el 30 de noviembre tras la venta de la frecuencia a Dabar Comunicaciones, propiedad del Centro Cristiano Internacional, para dar paso a Inicia Radio. A través de un comunicado a la comunidad académica, el 11 de enero de 2020 la Pontificia Universidad Católica de Chile anunció un acuerdo de adquisición a Copesa de la marca Radio Beethoven y la frecuencia de Radio Zero para el retorno de la primera durante el primer semestre de 2020. El acuerdo de promesa de compraventa entre las partes fue firmado el 30 de enero en la casa central de la universidad. Las emisiones de Zero finalizaron a la medianoche del 31 de enero de 2020, tras 24 años al aire. El 1 de abril de 2020 fue lanzada la Radio Beethoven bajo la administración de la UC. 
En noviembre de 2020, y tras 12 años deja de operar la licencia de Radio Disney la cual pasa a manos de Megamedia, el holding de Mega. Así, Disney cambia sus frecuencias y Radio Paula vuelve al FM ocupando las frecuencias de Disney.

## Personas claves
- Anita Holuigue Barros, directora general del conglomerados de radios, desde marzo de 2005 hasta diciembre de 2017. Actualmente preside el directorio de Televisión Nacional de Chile.
- Andrés Benítez Pereira, director general de Copesa desde marzo de 2018 hasta 2023.[11]

## Emisoras actuales

### Frecuencia modulada
- Duna (noticias y adulto contemporáneo)

## Radioemisoras desaparecidas
- Cariño (2007-2008), reemplazada por Radio Disney.
- Club (2007-2008), reemplazada por Radio Paula.
- La Perla del Dial (2008), vendida a La Mexicana Radio.
- Beethoven (fundada en 1981, siendo parte del holding desde 2006 hasta la venta de su frecuencia en 2019), relanzada por la Universidad Católica de Chile en abril de 2020.
- Zero (1995-2020), reemplazada por Radio Beethoven operada por la Universidad Católica de Chile.

## Frecuencias y radioemisoras vendidas
- Radio Carolina; adquirida en 2005, vendida junto a todas sus señales incluido el 100.3 MHz de San Antonio (Radio Beethoven) a finales de 2016 al Grupo Bethia.[12][13]
- La frecuencia 100.5 MHz (que alojó a Radio Paula desde 2008) fue vendida durante 2017 a la Cámara Chilena de la Construcción, que inició las transmisiones de Pauta FM en dicha frecuencia en 2018.[14][15] La anterior emisora transmitió hasta 2021 en el 104.9 FM en Santiago y 102.1 en el Gran Valparaíso, ambas anteriormente ocupadas por Radio Disney y vía internet.[16]
- La frecuencia 96.5 MHz (que alojó Radio Beethoven desde su fundación en 1981 hasta 2019) fue vendida en 2019 al Centro Cristiano Internacional.
- La frecuencia 97.7 MHz (que alojó Radio Zero desde 1995 hasta 2020) fue vendida a la Universidad Católica de Chile para relanzar Radio Beethoven.[17]
- Radio Beethoven, adquirida en 2006, operada hasta el traspaso de su operación a la Pontificia Universidad Católica de Chile en abril de 2020.
- Radio Disney (juvenil/familiar), creada en 2008 tras una alianza estratégica con The Walt Disney Company Latin America, operada hasta 2020, cuando la licencia pasó a manos de Mega Media.
- Las frecuencias 104.9 MHz en Santiago y 102.1 MHz en Viña del Mar de Radio Paula fueron vendidas en junio de 2021 a Omar Garate y en septiembre de 2021 a Radio Beethoven respectivamente.
- La frecuencia 99.7 MHz de Duna FM en Puerto Montt fue vendida el 11 de abril de 2025 a Radio La Sabrosita.

## Frecuencias actuales

### Zona centro
Región de Valparaíso
- Gran Valparaíso

- 104.1 MHz Duna FM

Región Metropolitana de Santiago
- Gran Santiago

- 89.7 MHz Duna FM

Región del Bio Bío
- Gran Concepción

- 90.1 MHz Duna FM

## Frecuencias anteriores
Duna FM
- 99.7 MHz (Puerto Montt); hoy Radio La Sabrosita, sin relación con Grupo Dial/Copesa.

Radio Zero
- 90.3 MHz (Arica); hoy Radio Carolina, sin relación con Grupo Dial.
- 91.3 MHz (Iquique); hoy Radio Carolina, sin relación con Grupo Dial.
- 107.3 MHz (La Serena/Coquimbo); Hoy Radio Nuevo Tiempo, sin relación con Grupo Dial
- 97.7 MHz (Santiago); hoy Radio Beethoven, sin relación con Grupo Dial.
- 102.1 MHz (Gran Valparaíso); hoy Radio Beethoven,  sin relación con Grupo Dial.
- 91.7 MHz (Gran Concepción); hoy Radio Carolina, sin relación con Grupo Dial.

Beethoven
- 107.1 MHz (Gran Valparaíso); disponible solo para radios comunitarias.
- 100.3 MHz (San Antonio); hoy Radio Carolina, sin relación con Grupo Dial.
- 96.5 MHz (Santiago); hoy Inicia Radio, del Centro Cristiano Internacional, sin relación con Grupo Dial.
- 104.7 MHz (Temuco); hoy Radio Futuro, sin relación con Grupo Dial, y 107.7 MHz; disponible solo para radios comunitarias.

Paula FM
- 106.9 MHz (Santiago); disponible solo para radios comunitarias.
- 100.5 MHz (Santiago); hoy Pauta FM (radio de la Cámara Chilena de la Construcción), sin relación con Grupo Dial.
- 102.1 MHz (Gran Valparaíso); hoy Radio Beethoven, sin relación con Grupo Dial